# Julia Ragnarsson
Pour les articles homonymes, voir Ragnarsson.
Julia Ragnarsson, née le 30 juillet 1992 à Malmö (Suède), est une actrice suédoise.
Elle est connue pour Stockholm Stories (2013), Min faster i Sarajevo (2016) et Midsommar (2019).
En 2016 elle tient le rôle principal de la série policière Spring Tide.

## Filmographie partielle

### Au cinéma
- 2016 : Ransom Games : Rachel Hennie
- 2019 : Midsommar : Inga

### À la télévision
- 2012 : The Fear : Zana
- 2013 : Bron/Broen (The Bridge) (série télévisée) : Laura (Saison 2)
- 2016-2018 : Spring Tide : Olivia Rönning
- Depuis 2019 : Blinded : Bea Farkas

## Jeux vidéo
- 2018 : A Way Out : Emily